# Обещанието
„Обещанието. Реквием за криминалния роман“ (на немски: Das Versprechen. Requiem auf den Kriminalroman) е роман от швейцарския писател Фридрих Дюренмат (1921-1990), публикуван през 1958 г.

Истинският герой, двигателят на действието в този роман е случайността. И тъкмо тя прави несъстоятелни усилията на съдебните органи, а заедно с тях и на самия криминален писател да се определи степента на вината и да се наложи наказание на престъпника.
Години след като написва „Обещанието“ Дюренмат определя своите постулати към драмата „Физиците“, в които развива същата идея. Той посочва, че винаги изхожда от някаква случка, а не от предварително намислена теза. Тази случка трябва да се премисли докрай, а това ще рече – да се доведе до възможно най-лошия обрат. Този обрат не може да се предвиди и настъпва благодарение на някаква случайност. И Дюренмат продължава:
„Колкото по-планомерно действат героите, толкова по-ефикасно ще ги порази случайността. Планомерно действащите герои имат да постигнат определена цел. Случайността ги поразява най-зле тогава, когато поради нея те стигнат до противоположността на своята цел – до това, от което са се опасявали, което са се мъчили да избягнат. Такъв разказ е наистина гротескен, но не и абсурден. Той е парадоксален.“
Фридрих Дюренмат отбелязва, че е трябвало да изнесе в кантона Граубюнден лекция върху това, как се пишат криминални романи. Но той няма особен успех с тази своя лекция. Д-р Н., бивш комендант на полицията в кантона Цюрих, е попаднал случайно сред слушателите и отправя упрек към творците на перото, че техните криминални романи имат твърде малко общо с действителността. Двамата се връщат заедно в Цюрих и по време на пътуването бившият полицейски служител споделя с писателя един случай от собствената си практика, в който най-способният му комисар се е сблъскал с една непредвидена случайност.

## Сюжет

### Перфекционистът
Преди девет години д-р Матей се е намирал на върха на своята кариера. Трябвало да бъде командирован в Йордания, за да помогне в преустройството на тамошната полиция. Бил „самотен мъж, винаги грижливо облечен, делови, отдавал значение и на най-дребната формалност, човек, който нито пуши, нито пие, но затова пък владее изтънко и безмилостно своя занаят“.
През последния ден от службата му в Цюрих съобщават за едно сексуално убийство, сполетяло малкото момиче Гритли Мозер. Матей трябва до съобщи новината на родителите и обещава на майката, че ще открие убиеца. Това обещание става причина Матей да прекъсне договора си с Йордания, да загуби мястото си в Държавната полиция и да започне да страни от всички и от всичко.
Отначало смятат, че убиецът е един от обитателите на къщата – след дълги часове на разпит той признава, че е извършил убийството и след това се самоубива в килията си. Но Матей се усъмнява в думите му. „Дано никога не се наложи да давате обещание, което на всяка цена трябва да изпълнявате“, му е казал някога държавният прокурор. Но сега той е дал такова обещание; хладнокръвният и трезв човек пламва от страстта да намери един убиец, за когото останалите смятат, че изобщо не съществува.
След като Матей напуска службата си, дотогавашните му колеги и познати започват подозрително да го отбягват. Сега той пуши и пие, работи в една бензиностанция. В разговора с лекаря д-р Лохер, който тайно трябва да провери състоянието на разсъдъка му, той съвсем обосновано мотивира всяка от постъпките си. Една рисунка на Гритли послужва за следа на Матей; лекарят му помага да установи по нея предполагаемия образ на убиеца. Но наред с това д-р Лохер го предупреждава: „Това, че схващате лудостта като метод, може би е твърде дръзко... но ако този метод не доведе до целта, боя се, че един ден ще Ви остане само лудостта.“

### Бремето на дълга
Матей започва да дебне: предполагаемият убиец трябва да бъде привлечен от едно малко момиче, което прилича на Гритли и което Матей държи като примамка при себе си.
След многомесечно чакане успехът изглежда близък: детето среща в гората мъж, който му подарява същите шоколадови таралежки, изобразени от Гритли като таралежите в нейната рисунка. Полицията е призована да помогне на бившия си колега, в акцията участват всички и обграждат гората. Но чакат напразно. След една седмица търсенето се прекратява. Само Матей не иска да се откаже от чакането, „той се пропи, пропадна, оглупя“.
Развръзката излиза едва много години по-късно, когато една възрастна жена на смъртния си одър се изповядва пред полицейския комендант. Убиецът, побъркан човек, действително е съществувал – такъв, какъвто си го е представял Матей. Той е убил Гритли Мозер и други две деца и се сближил с детето от бензиностанцията. По пътя за местопрестъплението обаче той загива при автомобилна катастрофа.
Но за Матей подобен резултат идва твърде късно, тъй като животът му е разбит от мнимия неуспех. „Нищо не е по-ужасно от една силна личност, която се препъва в нещо идиотско. При такъв случай всичко зависи от това как силната личност ще се отнесе към смешното, което става причина тя да се срине – дали ще може да го преглътне или не. Матей не можеше да го понесе. Той искаше предвиждането му да се сбъдне.“

### Реквиемът
С тези думи Фридрих Дюренмат очертава проблематиката на романа: въпросът за действителната вина и възможността за реално възмездие. Швейцарският писател, създал си име главно като драматург, не се занимава тук с разнищването на криминалния случай и с обстоятелствата, които усложняват неговото разрешаване – него го интересува моралната страна на съдебното разследване и социалният фон на престъплението.
Така книгата му се превръща в „реквием за криминалния роман“, защото, служейки си с похватите на този жанр, доказва неговата несъстоятелност и неадекватност спрямо действителния живот.